# Brigitte Boccone-Pagès
Brigitte Boccone-Pagès (Monaco, 8 maggio 1959) è una politica monegasca.

## Biografia
La sua carriera politica inizia dal 2001.
Nel 2022 viene eletta presidente del Parlamento monegasco sostituendo il precedente Stéphane Valeri.
Nella storia politica istituzionale è la prima donna a coprire la carica nel suo Paese.
Nell'ottobre 2022 fonda il partito politico Unione Nazionale Monegasca e viene eletta come leader del gruppo politico.